# Гајари
Гајари (слч. Gajary) насељено је мјесто са административним статусом сеоске општине (слч. obec) у округу Малацки, у Братиславском крају, Словачка Република.

## Становништво
| Година:    | 1994. | 2004.    | 2014.   | 2024.   |
| ---------- | ----- | -------- | ------- | ------- |
| Број људи: | 2537  | 2792     | 2936    | 3215    |
| Разлика:   |       | +10,05 % | +5,15 % | +9,50 % |

| Година:    | 2023. | 2024.   |
| ---------- | ----- | ------- |
| Број људи: | 3201  | 3215    |
| Разлика:   |       | +0,43 % |

Према подацима о броју становника из 2024. године насеље је имало 3215 становника.